# 随州市
随州市（ずいしゅう-し）は、中華人民共和国湖北省に位置する地級市。炎帝神農の生誕地とされ、また隋朝を開いた楊堅がかつて刺史に任じられたことで、隋朝の名称の由来となった地でもある。なお王朝名は之繞を不祥としたために「随」を「隋」に改められている。

## 地理
湖北省の北部、長江と淮河の項交流地帯に位置し、孝感市、荊門市、襄陽市、河南省と接する。東西約130キロメートル、南北約105キロメートル、山地、丘陵地が大部分を占める地勢である。

## 歴史
夏殷代は厲国（頼とも）が、周代には厲、随（曽とも）、唐の3国が位置していた。前569年、楚により厲が、前505年には唐、戦国末には随が滅亡し、随県が設置された。
前221年、秦朝による中国統一事業が達成されると、中央集権体制の下、郡県制が施行され、現在の随州地区は南陽郡随県が設置され、南北朝時代まで随県の名称が使用された。
535年（大統元年）、西魏により随県は随州と改称、この名称は清末まで使用されることとなる。
1912年（民国元年）、中華民国が建国されると州制廃止に伴い随州は随県と改称、州署は県知事公署と改編され湖北省の管轄とされた。1914年（民国3年）、北京政府による道制施行に伴い江漢道の管轄とされ、県議会や参事会による地方自治制度の整備が進められた。1927年、南京国民政府により県知事公署も県政府と、県知事は県長とそれぞれ改称された。1931年（民国20年）、督察区制度の施行に伴い、湖北省第五行政督察区（1936年に第3区に変更）の所管とされ、専員公署の商材地とされた。
また1927年から1929年にかけて中国共産党はこの地で武装蜂起、祝林、青苔、呉山3区の革命委員会を設置、1931年4月から1932年6月にかけては桐柏山、大洪山地区に5つのソビエト政府を樹立、また日中戦争中の1940年6月から1944年9月にかけては洪山県、随南県、信随県、随北県、応随県、随中県、随陽県、随棗県の各愛国民主政府を樹立している。
国共内戦末期の1949年5月、随北、随南両県は随県と合併、随棗県、応随県の旧随県管轄地域も随県に編入され孝感行政区の、洪山県は襄陽行政区の管轄とされ、中華人民共和国建国初期に沿襲された。1952年、随県は襄陽行地区に移管、洪山県は廃止となりその管轄区域の大部分は随県に編入された。
1979年11月26日、国務院は県級市の随州市の設置を決定、翌年7月1日に成立している。1983年8月19日、随県の随州市編入が実行され随州市は省轄県級市に、更に1994年11月6日に省直轄市に改編され現在に至る。

## 行政区画
1市轄区・1県級市・1県を管轄下に置く。
- 市轄区：
  - 曽都区
- 県級市：
  - 広水市
- 県：
  - 随県

| 随州市の地図       |
| ------------------ |
| 曽都区 随県 広水市 |

### 年表
この節の出典
- 2000年6月25日 - 湖北省随州市が地級市の随州市に昇格。曽都区が成立。(1区1市)
  - 孝感市広水市を編入。
- 2009年3月23日 - 曽都区が分割され、曽都区・随県が発足。(1区1市1県)

## 交通
鉄道
- 京広線
- 漢渝線
- 西寧線

道路
- 漢十高速道路